# Рич, Роберт, 2-й граф Уорик
Роберт Рич (англ. Robert Rich, 5 июня 1587 — 19 апреля 1658) — английский аристократ, 2-й граф Уорик. Был пуританином и сыграл значительную роль в организации первых английских колоний в Северной Америке.

## Биография
Родителями Роберта Рича были Роберт Рич, 1-й граф Уорик и Пенелопа Деверё. В 1618 году скончался отец, и Роберт унаследовал титул графа Уорика.
Роберт Рич рано проявил интерес к колониальным предприятиям, он принимал участие в деятельности Гвинейской компании, Компании Новой Англии и Вирджинской компании, а также отпрыска Вирджинской компании — Компании Островов Соммерса. Его действия привели в 1617 году к конфликту с Ост-Индской компанией, а в 1624 году — к прекращению деятельности Вирджинской компании. В 1627 году он организовал неудачную пиратскую экспедицию против испанцев.
Связи с пуританами постепенно отдаляли Рича от двора, но зато улучшали его отношения с колониями в Новой Англии. В 1628 году он способствовал приобретению патента для организации Колонии Массачусетского залива, а в 1631 году — для колонии Сэйбрук. В том же году он был вынужден отказаться от президентства в Компании Новой Англии, но продолжал управлять Компанией Островов Соммерса и Компанией Островов Провиденс.
В 1642 году, после смещения графа Нортумберлендского с поста лорда-адмирала, Роберт Рич был поставлен парламентом во главе флота. В ходе гражданской войны Рич в 1648 году захватил форты в Уолмере, Диле и Сэндауне. В 1648—1653 годах он был капитаном Дильского замка.

## Семья и дети
В первый раз Роберт Рич женился в 1605 году на Фрэнсис Хаттон, дочери и наследнице сэра Уильяма Ньюпорта. У них было как минимум пятеро детей.
В 1625 либо 1626 году Роберт Рич женился на Сьюзан Холлидей, дочери сэра Генри Роува, лорда-мэра Лондона. Их дети:
- Фрэнсис Рич, вышла замуж за Николасе Леке, 2-го графа Скарсдейл
- Анна Рич (1604—1641), вышла замуж за Эдварда Монтегю, 2-го графа Манчестера
- Роберт Рич, 3-й граф Уорик (1611—1659)
- Люси Рич (1615-после 1635), вышла замуж за Джона Робартеса, 1-го графа Рэднор
- Чарльз Рич, 4-й граф Уорик (1619—1673)
- Эссекс Рич